# Montclar
|  | Per a altres significats, vegeu «Montclar (desambiguació)». |

Montclar és un municipi de la comarca del Berguedà. Amb 22,08 km², és envoltat pels termes de l'Espunyola al nord, Avià al nord-est, Casserres a l'est, Viver i Serrateix al sud i Montmajor al sud-oest. El municipi de Montclar té l'enclavament de Sant Quintí de Montclar. El poble, que és dalt d'una serra, s'estructura a l'entorn d'una plaça, en un extrem de la qual hi ha l'església parroquial i, al davant, la casa senyorial coneguda com el castell.

## Geografia
- Llista de topònims de Montclar (Orografia: muntanyes, serres, collades, indrets..; hidrografia: rius, fonts...; edificis: cases, masies, esglésies, etc).

## Demografia
| Entitat de població | Habitants (2023) |
| el Casó             | 63               |
| Montclar            | 43               |
| Torregassa          | 23               |
| Font: Idescat       |                  |

| 1497 f | 1515 f | 1553 f | 1717 | 1787 | 1857 | 1877 | 1887 | 1900 | 1910 |
| ------ | ------ | ------ | ---- | ---- | ---- | ---- | ---- | ---- | ---- |
| 10     | 11     | 20     | 89   | 179  | 521  | 363  | 356  | 353  | 379  |

| 1920 | 1930 | 1940 | 1950 | 1960 | 1970 | 1981 | 1990 | 1992 | 1994 |
| ---- | ---- | ---- | ---- | ---- | ---- | ---- | ---- | ---- | ---- |
| 387  | 361  | 417  | 361  | 283  | 263  | 270  | 256  | 256  | 256  |

| 1996 | 1998 | 2000 | 2002 | 2004 | 2006 | 2008 | 2010 | 2012 | 2014 |
| ---- | ---- | ---- | ---- | ---- | ---- | ---- | ---- | ---- | ---- |
| 128  | 120  | 117  | 118  | 126  | 116  | 117  | 112  | 115  | 117  |

| 2016 | 2018 | 2020 | 2022 | 2024 | 2026 | 2028 | 2030 | 2032 | 2034 |
| ---- | ---- | ---- | ---- | ---- | ---- | ---- | ---- | ---- | ---- |
| 119  | 129  | 139  | 136  | 132  | -    | -    | -    | -    | -    |

## Cultura i patrimoni

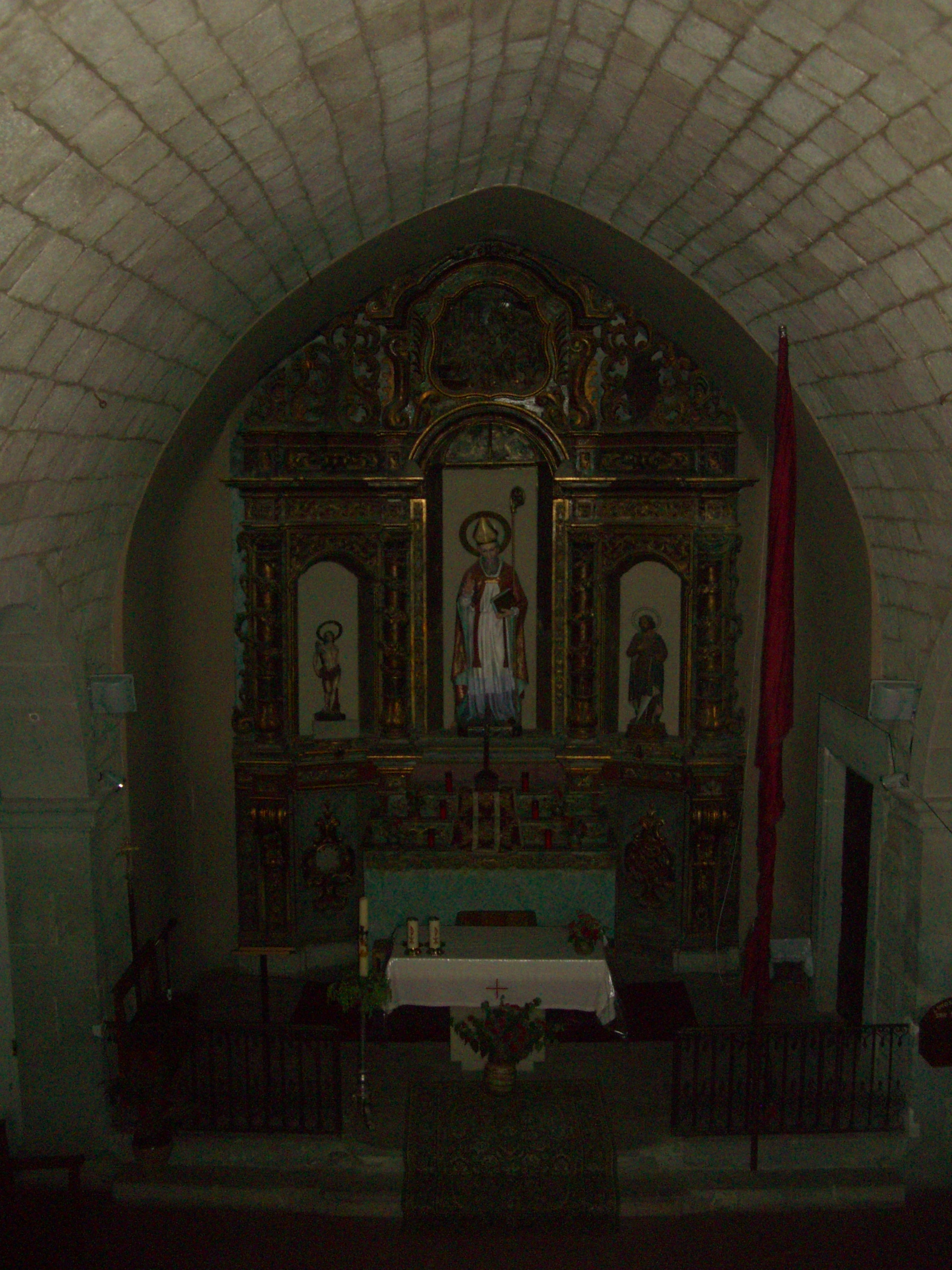
Interior de l'església de Sant Martí

L'església parroquial està dedicada a Sant Martí. És d'estil romànic i va ser construïda al segle xii. És de nau única amb absis. Té annex un campanar de planta quadrada amb coberta a quatre aigües. Al seu interior es conserven dos retaules barrocs així com un altre d'estil neoclàssic. L'edifici va ser reformat completament la dècada de 1970. En el mateix terme municipal hi ha dues esglésies romàniques. La de la Santa Creu és de nau única i té un campanar d'espadanya.
L'església de Sant Quintí de Montclar és també d'una sola nau, coberta amb volta de canó. Té un absis semicircular cobert amb volta de quart d'esfera. Al seu interior hi havia una lipsanoteca del segle xi que actualment es conserva al Museu Diocesà i Comarcal de Solsona.
Montclar celebra la seva festa major al mes de gener, coincidint amb la festivitat de Sant Sebastià.

## Economia
L'activitat econòmica del terme es basa únicament en l'agricultura, bàsicament de secà (blat, civada, patates, blat de moro, farratges), la ramaderia i l'explotació forestal.

## Història
Montclar és documentat des del segle xi, però el castell pròpiament no surt esmentat fins al 1309, quan passà a domini reial (era regentat per la família dels Montclar) i s'engrandí. Al segle xvii, quan era propietat de la família nobiliària dels Tamarit, l'antic castell fou transformat en masia, coneguda com cal Metge Sastret. Aquest conjunt fou declarat bé d'interès cultural el 1985. La major part dels habitatges es van construir els segles xvii i XVIII, moment en què la població augmentà considerablement. Actualment, molts d'aquests habitatges han estat restaurats i s'han convertit en segones residències.